# Walfisch
 Walfisch  est une île allemande inhabitée de la baie du Mecklembourg dans la mer Baltique située entre la ville de Wismar (à 4,5 km au nord) et l’île de Poel.
Walfisch est une île très plate de 20 ha de superficie et d'une circonférence maximale de 500 × 300 m. C'est par ailleurs une réserve naturelle.

## Histoire
Pendant la guerre de Trente Ans se trouvait sur l’île un fort dont une partie des restes en ruines sont de nos jours sous la mer. Ce fort a été détruit en 1717 à la suite de la grande guerre du Nord.